# Милан Чучиловић
Милан Чучиловић (Београд, 18. март 1971) српски је глумац.

## Биографија
У Београду је завршио Другу економску школу, а затим Академију уметности у Новом Саду, 1995. године. Од 1996. је стални члан Београдског драмског позоришта.
Наступао је у Народном позоришту у Београду, Народном позоришту у Зрењанину, Српском народном позоришту у Новом Саду, позоришту „Пуж“, Битеф театру, Култ театру и Дадову. Играо је у више телевизијских остварења, од којих су најзначајније серија Горе доле, Село гори, а баба се чешља и другим.
Бави се синхронизацијом за студије Призор, Лаудворкс, Блу хаус, Хепи ТВ, Ливада Београд, Синкер медија и Студио.
До септембра 2020. био је ожењен глумицом Миленом Павловић, ћерком режисера Живојина Павловића.

## Филмографија
| Год.       | Назив                               | Улога                                                                       |
| ---------- | ----------------------------------- | --------------------------------------------------------------------------- |
| 1980-е     |                                     |                                                                             |
| 1985.      | Генеза (кратак филм)                |                                                                             |
| 1990-е     |                                     |                                                                             |
| 1996.      | До коске                            | Јапи                                                                        |
| 1996−1997. | Горе доле (серија)                  | Дубравко „Дуда“ Јакшић                                                      |
| 1998.      | Канал мимо                          | Адвокат                                                                     |
| 2000-е     |                                     |                                                                             |
| 2000.      | Стари врускавац (ТВ)                |                                                                             |
| 2000.      | Мефисто (ТВ)                        |                                                                             |
| 2000.      | Улица добре воље (серија)           | Пас Петроније                                                               |
| 2002.      | Хотел са 7 звездица                 | Бора                                                                        |
| 2003.      | Приватни животи (ТВ)                | Елиот Чејс                                                                  |
| 2004.      | Трагом Карађорђа (серија)           | Јанићије Ђурић                                                              |
| 2004.      | Карађорђе и позориште (серија)      | Кула                                                                        |
| 2007.      | Вратиће се роде (серија)            | Луле                                                                        |
| 2009.      | Друг Црни у НОБ-у                   | Научник Леополд                                                             |
| 2009.      | Село гори... и тако                 | Доктор Милош                                                                |
| 2009−2010. | Село гори, а баба се чешља (серија) | Доктор Милош                                                                |
| 2010-е     |                                     |                                                                             |
| 2012.      |                                     | Курери                                                                      |
| 2013.      | Последњи и први                     |                                                                             |
| 2013.      | Равна гора                          | Капетан Мартиновић                                                          |
| 2013.      | Друг Црни у НОБ-у                   | Војник Леополд, поштар Милан, логораш Јанко, немачки официр 2, судија Јусуф |
| 2015.      | За краља и отаџбину                 | Капетан Мартиновић                                                          |
| 2015.      | Оф                                  | Алекса                                                                      |
| 2015.      | Андрија и Анђелка                   | Продавач на пијаци                                                          |
| 2016−2022. | Убице мог оца                       | полицајац                                                                   |
| 2017.      | Моја ћерка је нестала               | Јури                                                                        |
| 2018−2021. | Жигосани у рекету                   | Банана                                                                      |
| 2018.      | Патуљци са насловних страна         | Коле Пацов                                                                  |
| 2018.      | Шифра Деспот                        | Забар                                                                       |
| 2018.      | Немањићи: Рађање Краљевине          | Хенрик                                                                      |
| 2018.      |                                     |                                                                             |
| 2019.      | Режи                                | Владимир                                                                    |
| 2019.      | Пет                                 | Одело                                                                       |
| 2019.      | Пси лају, ветар носи                | Нацелник Интерне медије                                                     |
| 2020-е     |                                     |                                                                             |
| 2020.      | Војна академија                     | Доктор Јовић                                                                |
| 2020.      | Јужни ветар                         | Уролог                                                                      |
| 2020.      | Мочвара                             | Петар Милић                                                                 |
| 2020.      | Кад су цветале тикве                | Капетан Зорић                                                               |
| 2020.      | Тајне службене Србије               | Михаило Сречковић                                                           |
| 2021.      | Јованка Броз и тајне службе         | Јован Веселиновић                                                           |
| 2021−2022. | Клан                                | Обрен                                                                       |
| 2021.      | Азбука нашег живота                 | Доктор у УЦ                                                                 |
| 2021.      | Једини излаз                        | Командат Драган Божовић                                                     |
| 2022.      | Траг дивљачи                        |                                                                             |
| 2022.      | 3211                                | Инспектор                                                                   |
| 2023.      | Немирни                             |                                                                             |
| 2024.      | Руски конзул                        | Илијин пријатељ                                                             |